# テントキシン
テントキシン（tentoxin）は、植物病原菌Alternaria alternataによって生産される天然の環状テトラペプチドである。複数の発芽種子植物において白化を選択的に誘導する。
テントキシンはGeorge Templetonらによって1967年にAlternaria alternata (syn. tenuis) から最初に単離された。
テントキシンは高等植物の苗からポリフェノールオキシダーゼ（PPO）活性を除去するために近年使用されている。

## 外部MSDS
- Tentoxin SDS  from Fermentek